# Rocamondo
Rocamondo ist ein Ort und eine ehemalige Gemeinde (Freguesia) im portugiesischen Kreis Guarda. Die Gemeinde hatte 89 Einwohner (Stand 30. Juni 2011).
Am 29. September 2013 wurden die Gemeinden Rocamondo und Avelãs de Ambom zur neuen Gemeinde União das Freguesias de Avelãs de Ambom e Rocamondo zusammengeschlossen. Rocamondo ist Sitz dieser neu gebildeten Gemeinde.